# Golf van Morbihan
De Golf van Morbihan, Frans: Golfe du Morbihan, Bretons: ar Mor Bihan, is een baai in de Atlantische Oceaan, aan de zuidkust van Bretagne. De naam betekent in het Bretons kleine zee. Het departement Morbihan is naar de golf genoemd. De hele omgeving is vooral met gras begroeid. Er liggen ongeveer 40 eilanden, met gras begroeid, in de Golf van Morbihan, waaronder Île aux Moines en Île d'Arz. Het gebied is een regionaal natuurpark.
Door de stromingen, de aanvoer van zoet water en de getijden is de Golf van Morbihan erg geschikt voor de oesterteelt.
De opening naar zee van ongeveer 1 km is maar smal in vergelijking met het oppervlak van de baai van 115 km2. Het deel van de Atlantische Oceaan waar de Golf van Morbihan in uitkomt heet Baai van Quiberon. Tussen de Golf van Morbihan en de Atlantische Oceaan ligt het schiereiland Rhuys. De opening naar zee ligt aan de westpunt van dit schiereiland.
Belangrijke steden aan de Golf van Morbihan zijn Vannes en Auray.